# Schloss Schwetzingen

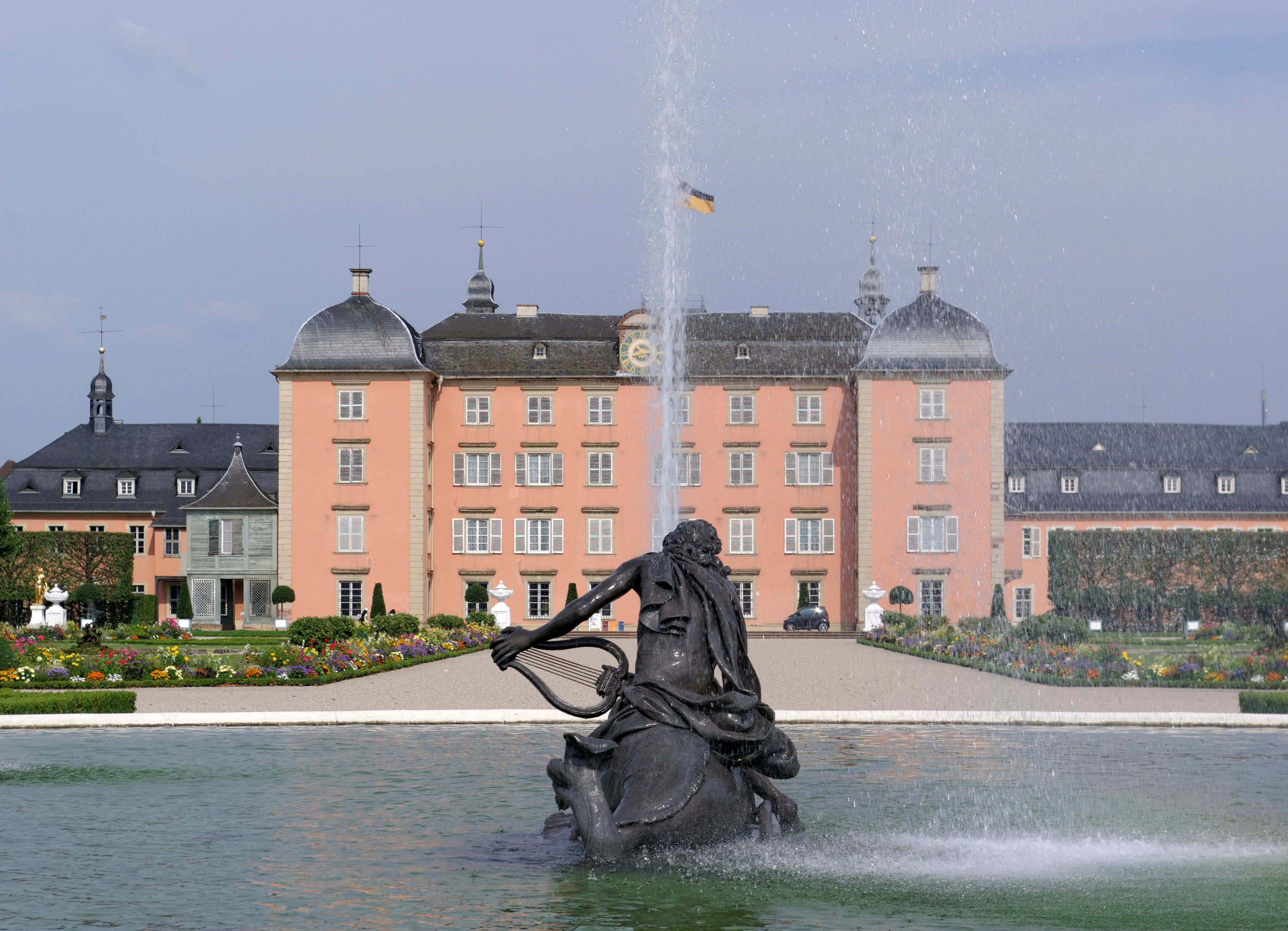
Schloss Schwetzingen, Gartenseite

Schloss Schwetzingen ist eine ehemalige Residenz der Kurfürsten von der Pfalz in der baden-württembergischen Stadt Schwetzingen. Die barocke Fünfflügelanlage wurde ab 1752 im Auftrag von Karl Theodor von der Pfalz nach Entwurf von Nicolas de Pigage erbaut. Hervorzuheben sind das Hoftheater, die Moschee und der Schlossgarten.

## Schloss

### Baugeschichte

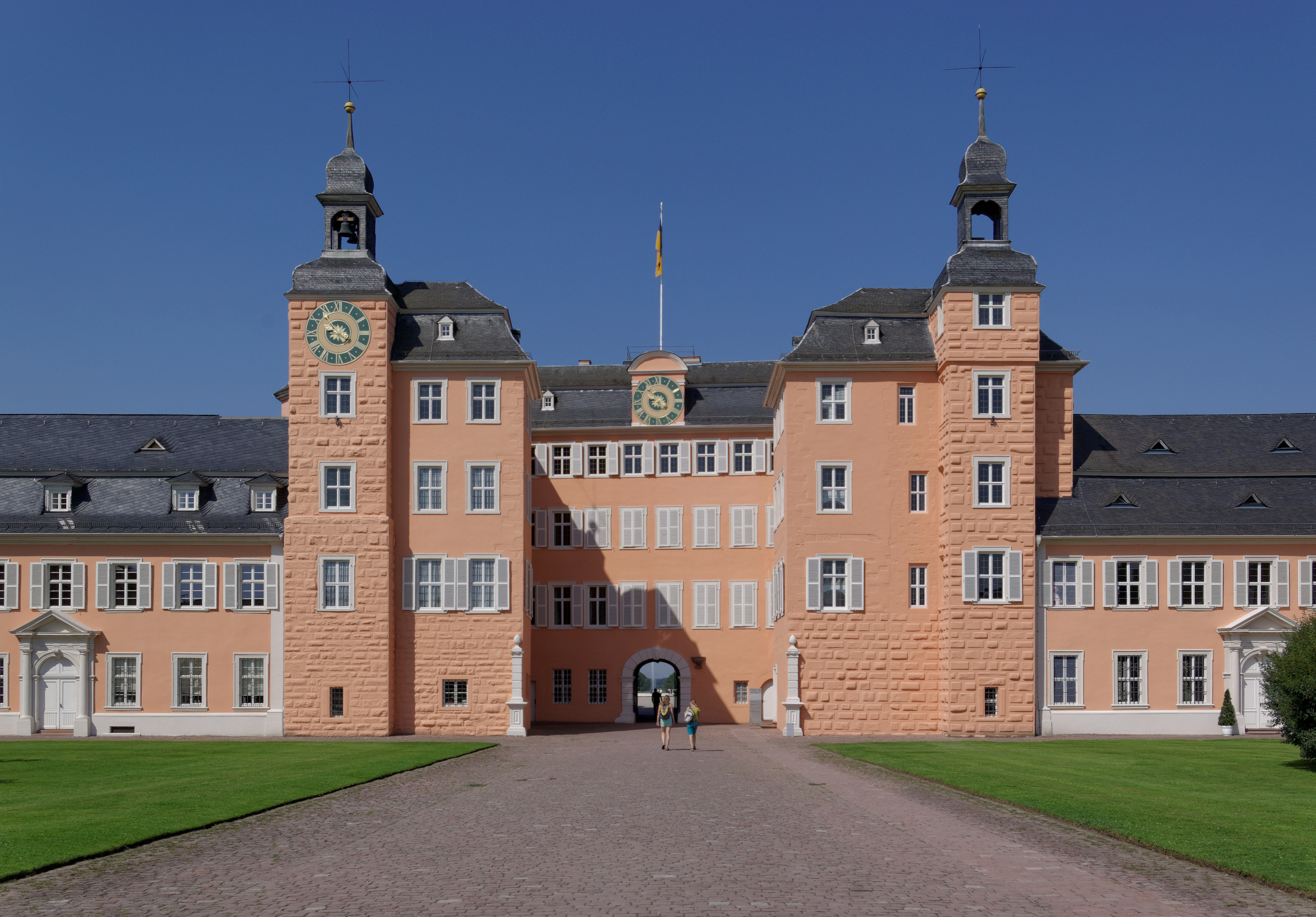
Schloss Schwetzingen, Stadtseite

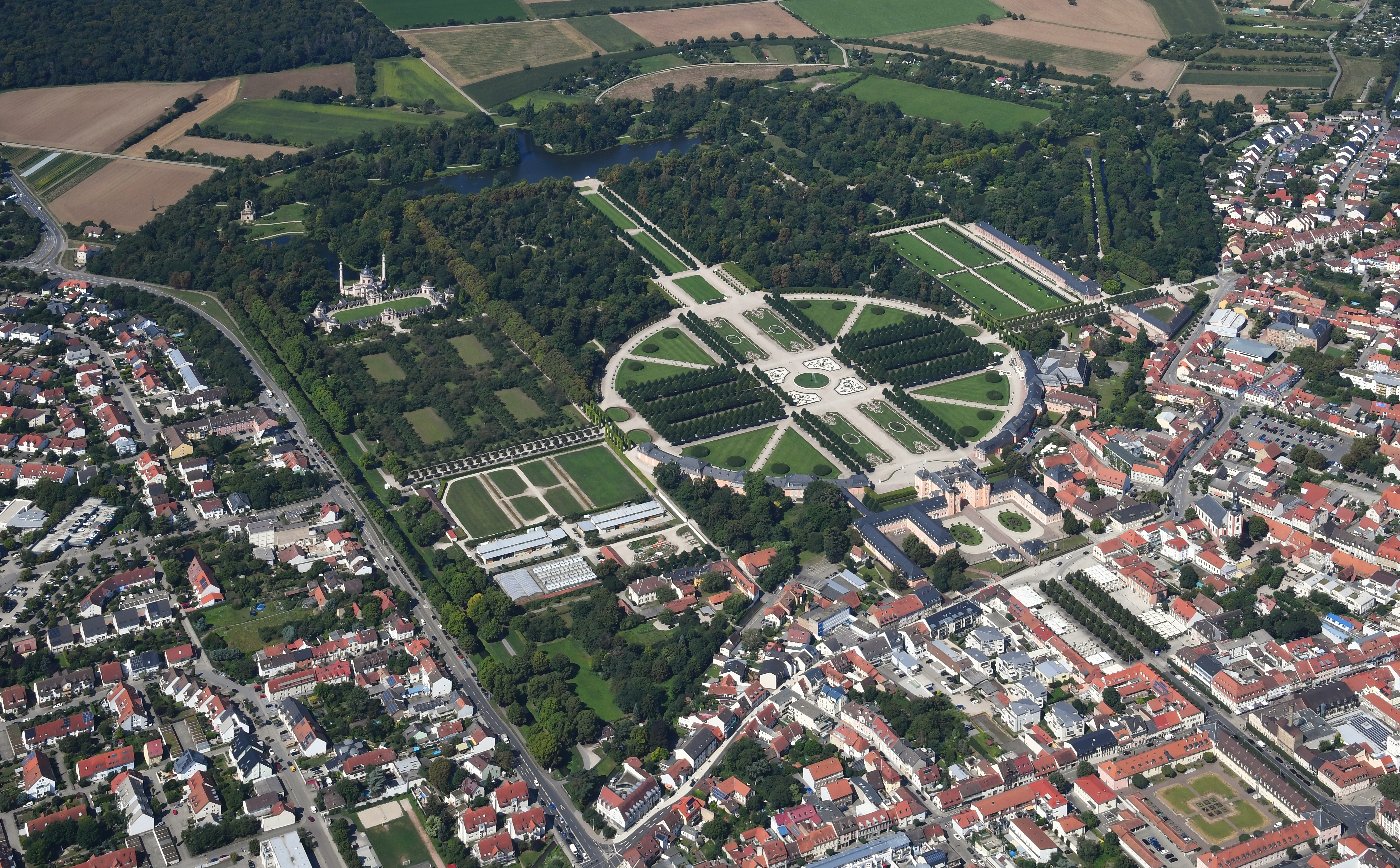
Schloss Schwetzingen, Luftbild

Das Schwetzinger Schloss wurde im Jahr 1350 zum ersten Mal als Feste urkundlich erwähnt. Es handelte sich um ein mittelalterliches Wasserschloss. 1427 kam es in den Besitz des Kurfürsten Ludwig III. In der Folgezeit wurde es mehrfach umgebaut, diente als Jagdschloss und wurde gegen Ende des Dreißigjährigen Kriegs zerstört. Kurfürst Karl Ludwig ließ das Schwetzinger Schloss für seine Geliebte Marie Luise von Degenfeld wieder aufbauen. Während eines Besuchs im August 1656 hatte er den Einwohnern von Schwetzingen bereits befohlen, sämtlichen Schutt wegzuräumen, wobei aufgelesene Trümmerteile wie Steine, Hölzer und „altes Eisenwerk“ bei den Untertanen zur eigenen Verwendung verbleiben durften. Im Pfälzischen Erbfolgekrieg wurde das Schloss erneut zerstört, die Grundmauern blieben allerdings stehen. Seine heutige Form erhielt das Schloss auf Befehl des Kurfürsten Johann Wilhelm, der in Düsseldorf regierte. Dieser ließ es unter Leitung des Grafen Matteo Alberti – der Erbauer des Schlosses Bensberg – von dem Heidelberger Baumeister Johann Adam Breunig umbauen und durch zwei Flügelbauten wesentlich vergrößern. Das Bauwerk wurde in mehreren Bauabschnitten ab dem Jahre 1697 errichtet und ausgebaut. Im Jahr 1752 wurde eine Gartenerweiterung auf dem damals rund 70 Hektar großen Areal vorgenommen. Im gleichen Jahr wurde auch das Schlosstheater eröffnet. Obwohl das Schloss seit der Verlegung der Residenz des Kurfürsten Karl Theodor von Mannheim nach München im Jahr 1778 kaum mehr benutzt wurde, wurde in der Folgezeit am Garten weiter gearbeitet.
Eine Anfahrt aus Heidelberg liegt auf der geraden Verbindung vom Königstuhl nach Schwetzingen. Die Trasse ist von erhöhter Position aus in der Landschaft noch gut erkennbar, aber nicht durchgehend befahrbar. Vom Königstuhl aus gesehen läuft diese Linie hinter dem Schloss weiter auf die Kalmit zu. Vom Schwetzinger Schlossplatz gelangt man in den Ehrenhof. In den beiden ehemaligen Wachhäuschen am Schlosstor befinden sich heute ein Museumsladen und ein Café. Der Hof wird links und rechts von symmetrischen Wirtschaftsgebäuden flankiert. In der Mitte, an der Westseite, befindet sich das Corps de Logis, der Wohnbau des Schlosses. Auf der Gartenseite wird der Mittelbau von nordöstlich und südöstlich von zwei Zirkelbauten eingefasst. Diese Zirkelbauten sind zwei eingeschossige, dank hoher Fenstertüren mit unmittelbarem Gartenzugang versehene Werksteinbauten, die sich seitlich an das Schloss zu einem Halbrund anschließen und das kreisrunde Gartenparterre gemeinsam mit dem Halbkreis der Wandelgänge aus Lattenwerk umfangen. Der nördliche Zirkelbau wurde in den Jahren 1748/1749 von Alessandro Galli da Bibiena erbaut, der südliche im Jahr 1753 von Franz Wilhelm Rabaliatti. Die Zirkelbauten wurden für die Hofgesellschaften (Speisetafel, Spiele und Konzerte, Bälle) genutzt. Solche zusätzlichen, repräsentativen Räumlichkeiten waren angesichts der beengten Verhältnisse im alten Wohnbau des Schlosses unverzichtbar. Heute werden die Zirkelbauten als Schlossrestaurant, Café und Theaterfoyer sowie für Konzerte und Ausstellungen genutzt. Das kurfürstliche Hoftheater im frühklassizistischen Stil (oft fälschlich „Rokokotheater“ genannt) wurde am 15. Juni 1753 mit Oper Il figlio delle selve („Der Sohn der Wälder“) von Ignaz Holzbauer eröffnet. Hier wirkten Sänger, Instrumentalisten und Komponisten von internationalem Rang, darunter die Vertreter der Mannheimer Schule. Nachdem Karl Theodor seine Residenz nach München verlegt hatte, fanden nur noch gelegentliche Aufführungen in Schwetzingen statt, wenn der Kurfürst dort zu Besuch war. Auch in der badischen Zeit wurde das Theater nur selten benutzt. Es verfiel und konnte nicht mehr bespielt werden. 1936/37 und 2002/03 wurde das Theater völlig renoviert. Die Brüstungen der leicht ansteigenden Logenränge haben im Grundriss die Form einer Lyra. Die Pfeiler sind reich verziert und von Korbbögen überbrückt, die die Wirkung des Raumes vertiefen.

### Nutzungsgeschichte

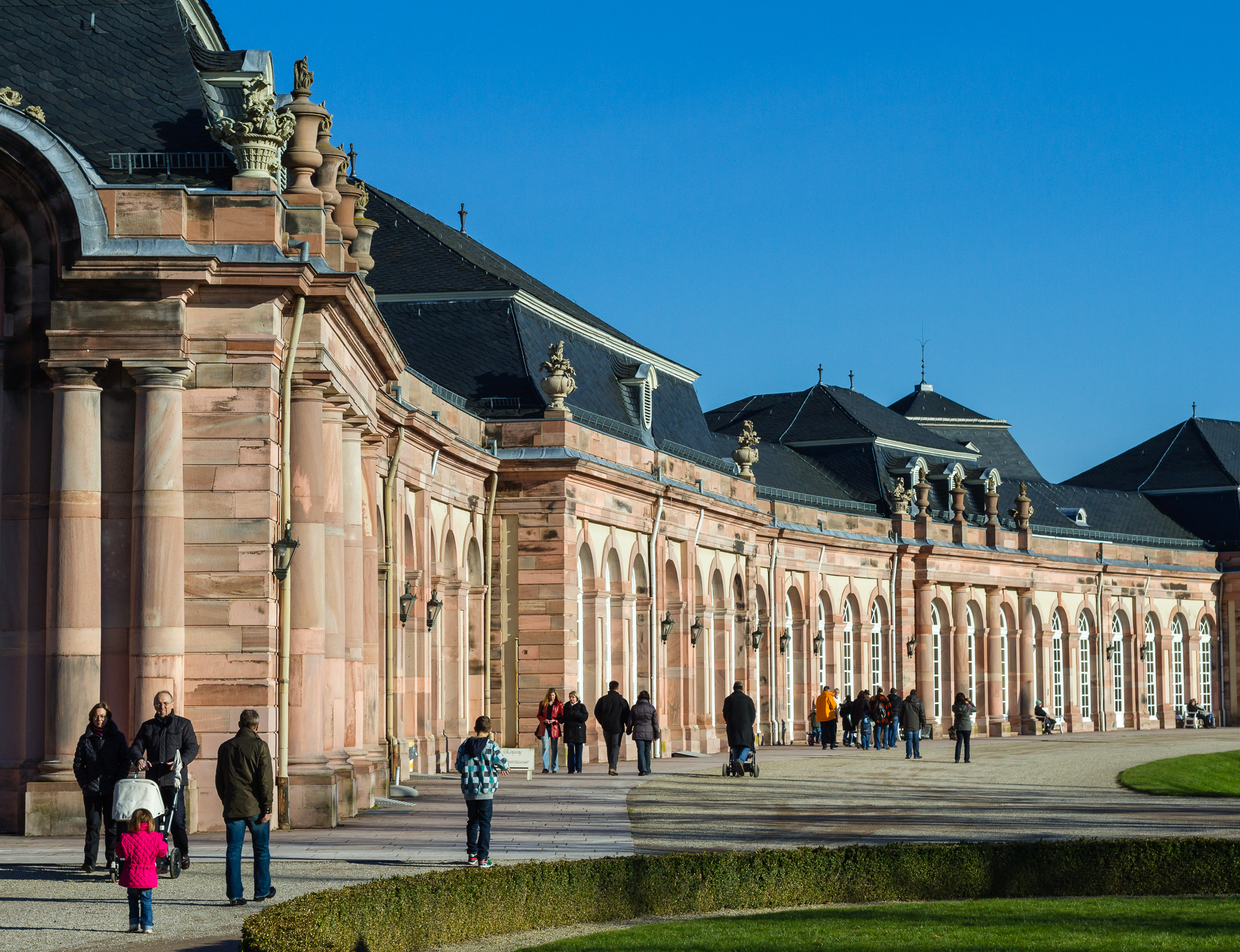
Hoftheater, Außenansicht

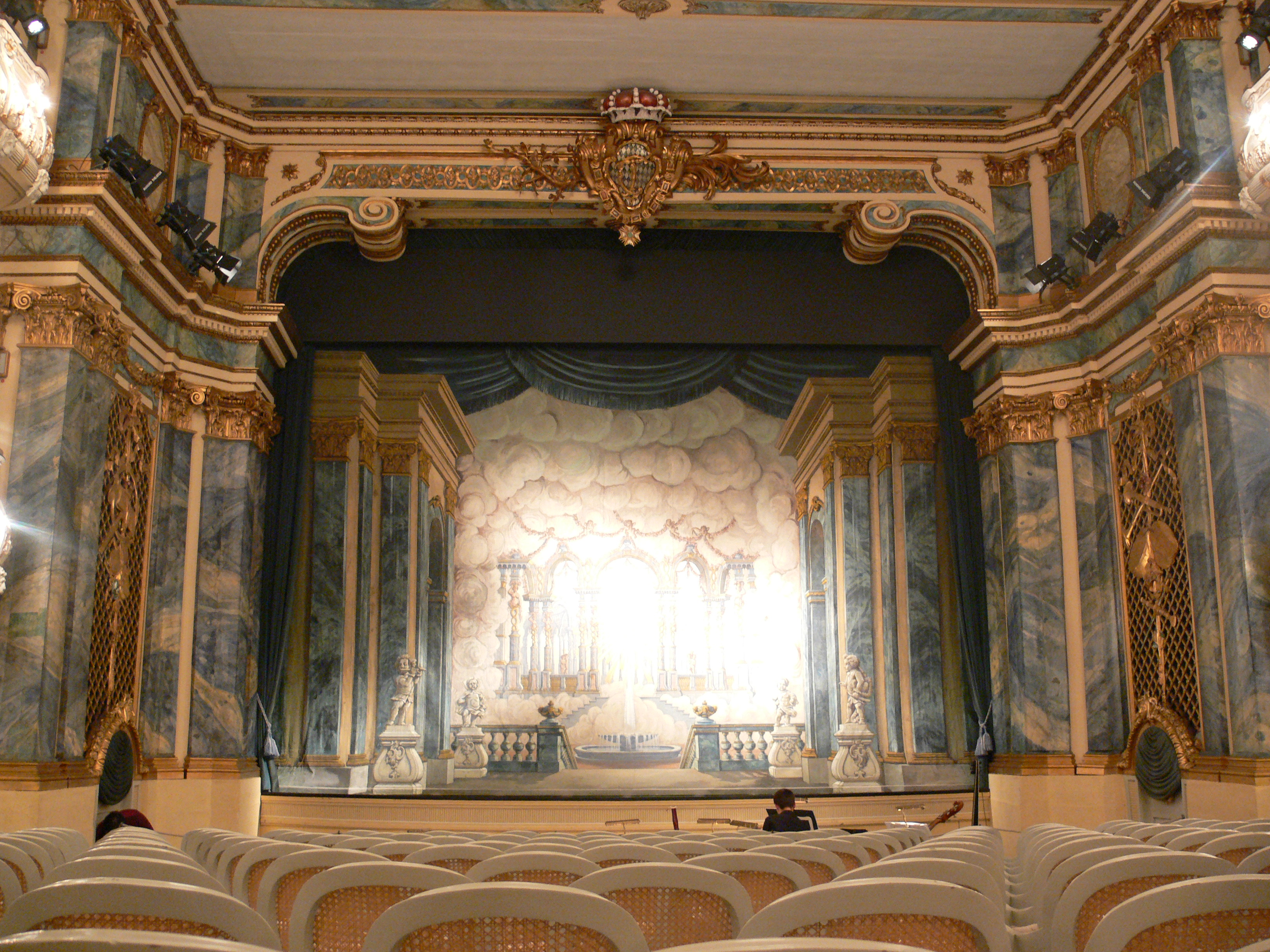
Hoftheater, Innenansicht

Ursprünglich diente das Schloss vor allem den pfälzischen Kurfürsten Karl Philipp und Karl Theodor als Sommerresidenz. Die Hofhaltung wurde in den warmen Monaten von Schloss Mannheim nach Schloss Schwetzingen verlegt. Die Schlichtheit der Wohnungen des Kurfürstenpaares und eine größere Informalität der Umgangsformen waren Ausdruck eines vorgeblich einfacheren, unbeschwerten „Lebens auf dem Lande“. An der künstlerischen Ausgestaltung von Schloss und Garten waren nahezu alle am Hof in Mannheim beschäftigten Künstler beteiligt. Dazu gehörten Alessandro Galli da Bibiena und Peter Anton von Verschaffelt. Der Lothringer Nicolas de Pigage war Intendant der Gärten und Wasserkünste sowie der maßgebliche Architekt in der Karl-Theodor-Zeit. Unter ihm entstand die bis heute bestehende, barocke Fünfflügelanlage und der weitläufige Schlossgarten. Pigage erweiterte den Garten in allen Stilwandlungen der Zeit. Der Zweibrücker Hofgärtner Johann Ludwig Petri plante das Hauptparterre und den Zirkel des französischen Gartens. Der erste Hofgärtner, van Wynder, wurde aus Kassel nach Schwetzingen berufen. Der zweite Hofgärtner war Johann Wilhelm Sckell, ein Hauptmitarbeiter Pigages. Sein Sohn Friedrich Ludwig Sckell wurde 1804 nach München berufen, wo er den Englischen Garten anlegte. Der erste badische Gartenbaudirektor war Johann Michael Zeyher, der den Flieder in Schwetzingen einführte. Viele berühmte Persönlichkeiten besuchten im Laufe der Geschichte das Schloss. Voltaire kam im Jahr 1753 zum ersten Mal nach Schwetzingen und war 14 Tage lang Gast des mit ihm befreundeten Kurfürsten. Im Sommer 1758 kam er erneut zu einem kurzen Aufenthalt. Wolfgang Amadeus Mozart wirkte zusammen mit seinem Vater und seiner Schwester an einem Hofkonzert am 18. Juli 1763 mit. Der Komponist Christoph Willibald Gluck war im Jahr 1774 Gast des Kurfürsten. Friedrich Schiller fand in Schwetzingen Anregungen zu den gegensätzlichen „Aranjuez-Stimmungen“ des ersten Aktes von Don Karlos. Der Schauspieler August Wilhelm Iffland schilderte in einem Brief vom 26. November 1779 eine Jagd bei Schwetzingen, die 50.000 Gulden gekostet hatte und bei der für 9.000 Menschen Zuschauergerüste aufgebaut waren. Kaiser Joseph II. hielt sich im Jahr 1781 unter dem Namen Graf von Falkenstein in Schwetzingen auf.
Im Zweiten Weltkrieg blieb das Schloss unversehrt. Bei einer Restaurierung in den Jahren 1975–1991 wurden die Innenräume des Schlosses wiederhergestellt und mit authentischen Möbeln des 18. Jahrhunderts eingerichtet. In der Beletage verdeutlichen im Rahmen eines Schlossmuseums die Gesellschaftsräume, die Wohnung des Kurfürsten und die Wohnung der Kurfürstin das Funktionsprofil des Schlosses in der Karl-Theodor-Zeit. Von besonderem kunstgeschichtlichen Rang sind die Räume der in badischer Zeit ab 1803 umgestalteten Wohnung der Reichsgräfin Luise Karoline von Hochberg im zweiten Obergeschoss aufgrund der vorzüglich erhaltenen Handdrucktapeten (1804) der Firma Zuber et Cie in Rixheim (Compagniezimmer mit Alpenpanorama „Vues de Suisse“, Schlafzimmer, Grand Cabinet). Im südlichen Flügel des Schlosses ist seit ihrer Gründung 1953 (unter dem damaligen Namen „Rechtspflegerschule“) die Hochschule für Rechtspflege Schwetzingen untergebracht. Aufgrund umfangreicher Umbau- und Renovierungsarbeiten wurde der Studienbetrieb seit September 2009 in ein Ausweichquartier nach Mannheim-Wohlgelegen verlegt. Schloss Schwetzingen zählt heute zu den landeseigenen Monumenten und wird von der Einrichtung Staatliche Schlösser und Gärten Baden-Württemberg betreut. Der Garten ist gegen Eintritt öffentlich zugänglich, Schloss und Theater können im Rahmen von Führungen besichtigt werden. Jährlich finden im Schloss die Schwetzinger Festspiele und alle zwei Jahre das Lichterfest statt. Bereits zweimal scheiterten Anträge, das Schloss in die UNESCO-Welterbeliste aufzunehmen. 2007 wurde der Antrag zurückgezogen und 2012 wurde er abgelehnt, da es für eine Ernennung nicht einzigartig genug sei.

## Schlossgarten

### Französischer und Englischer Garten

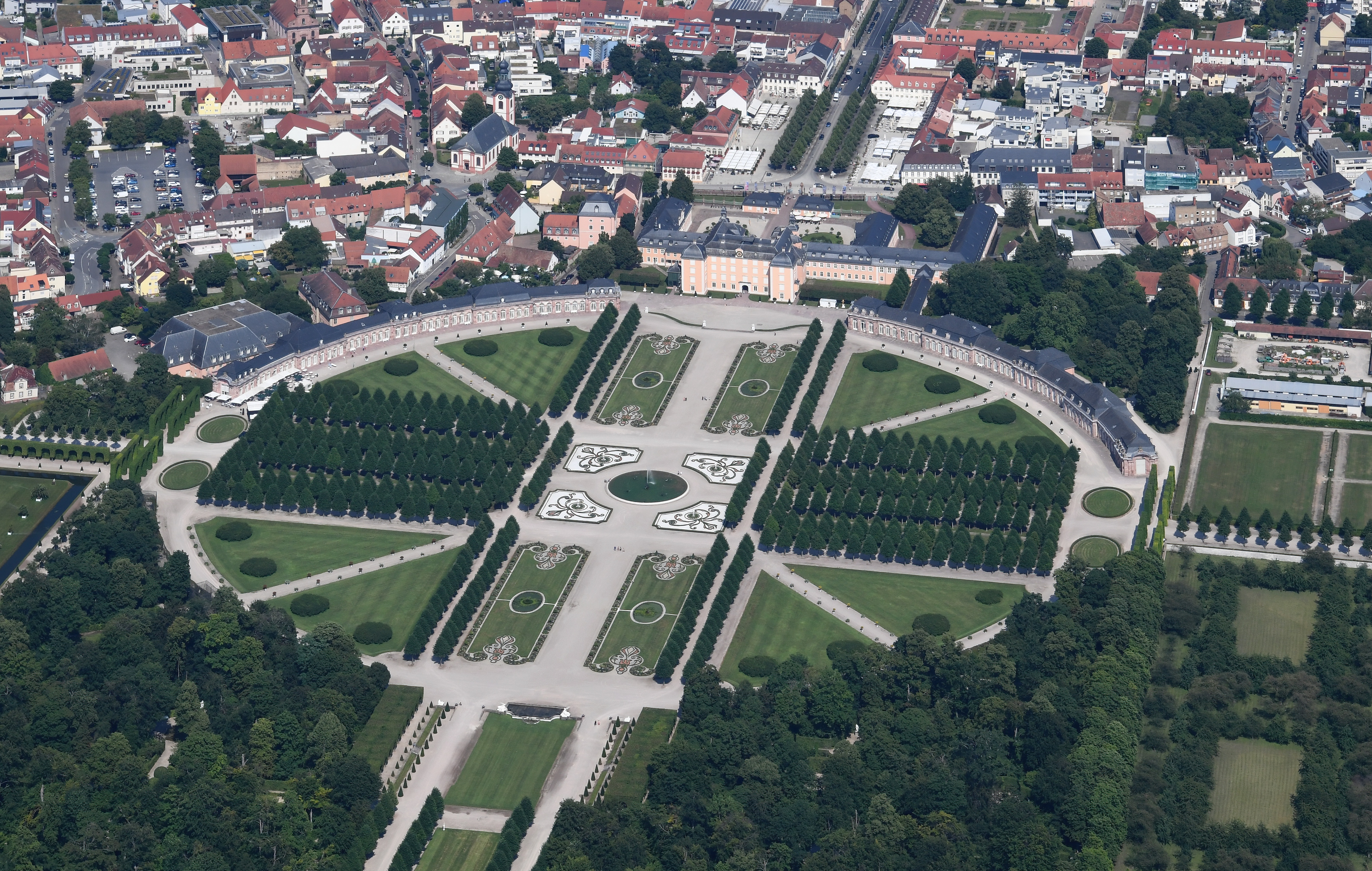
Schlossgarten Schwetzingen, Luftbild

Der Schlossgarten gliedert sich in einen Französischen und einen Englischen Garten. Bei der kunsthistorischen Interpretation des Gartens wird auch unterschieden zwischen dem „Garten der Allegorien“, also jener Gartenteil, in welchem ohne tiefere Bedeutung allegorische Figuren stehen, und dem „Garten der Vernunft“. Zum „Garten der Vernunft“ zählen Minervatempel, Merkurtempel, Moschee, Apollotempel, Tempel der Botanik, das römische Wasserkastell sowie das Arboretum, also jene Gartenteile, in denen im Sinne aufklärerischen Denkens die Vernunft gefeiert wird. Der Schwetzinger Schlossgarten war, mit Ausnahme des Bereiches um das Badhaus, bereits in kurfürstlicher Zeit für die gesamte Bevölkerung zugänglich, damals noch ohne Eintrittsgeld. Eine Parkordnung regelte das angemessene Verhalten der Besucher. Längs der Hauptachse des Gartens blickt man nach Osten auf den Königstuhl im Odenwald und nach Westen auf die Kalmit im Pfälzerwald. Bereits am 8. August 1952 hat das damalige Landratsamt Mannheim den Schlossgarten unter der Bezeichnung Schwetzinger Schloßgarten und Umgebung als Landschaftsschutzgebiet ausgewiesen. Das Gebiet mit der Nummer 2.26.013 hat eine Größe von rund 190 Hektar und umfasst den historischen Park aus der Kurfürstenzeit sowie das westliche Vorgelände und die historische Jagdanlage am Stern. Aktuell stellen steigende Temperaturen und sinkende Niederschläge durch den Klimawandel den Schlossgarten vor große Herausforderungen.
Der Barockgarten ist nach französischer Art in strengen geometrischen Formen angelegt. Die wichtigsten Elemente sind die Hauptachse, die Querachse und das Kreisrund. Der vordere Gartenteil zeigt Parterres und Boskette. Auf der Schlossterrasse befinden sich Urnen, die die vier Weltzeitalter darstellen (Goldenes, Silbernes, Ehernes und Eisernes Zeitalter). Zudem befinden sich dort zwei vergoldete Atalanten, die noch aus dem Vorgängergarten stammen. Eine Besonderheit des französischen Gartens ist die kreisförmige Anlage des zentralen Teils rund um den Arionbrunnen, das sogenannte Kreisparterre. Der zentrale Arionbrunnen von Guibal hat eine Begebenheit der antiken Mythologie zum Thema: Arion (Arion von Lesbos) ist ein berühmter Sänger. Nach einem Wettstreit reich beschenkt, wird er auf See von den Schiffsleuten bedrängt. Er bittet, ein letztes Mal singen zu dürfen. Bei seinem Gesang erscheinen Delfine. Der Sänger stürzt sich in die Fluten und ein Delfin bringt ihn an die Küste, so dass er seinen Weg nach Korinth fortsetzen kann. Das Sternbild Delphin wird in manchen Überlieferungen als der von den Göttern ans Firmament entrückte Arion auf dem Delfin gedeutet. Abgeschlossen wird der französische Garten durch die Darstellung einer Hirschjagd von Verschaffelt. In unmittelbarer Nähe sind die Vier Elemente als Skulpturen dargestellt. Die westlichen und nordwestlichen Teile des Schlossgartens wurden als englischer Landschaftsgarten gestaltet. Im Gegensatz zum französischen Garten sind hier die Wege und Uferlinien leicht geschwungen. Am unregelmäßigen Waldbereich wurde fast nichts verändert. Der Gartenbaumeister Zeyher legte im Jahr 1802 ein Arboretum, eine Sammlung exotischer Gehölze, mit Bildern aus aller Welt an. Besonders kunstvoll ist das schmiedeeiserne, teilvergoldete Tor von Rabaliatti. Auf derselben Fläche befand sich vorher eine Fasanerie mit Tiergehegen.

### Nordwestliche Gartenbauwerke

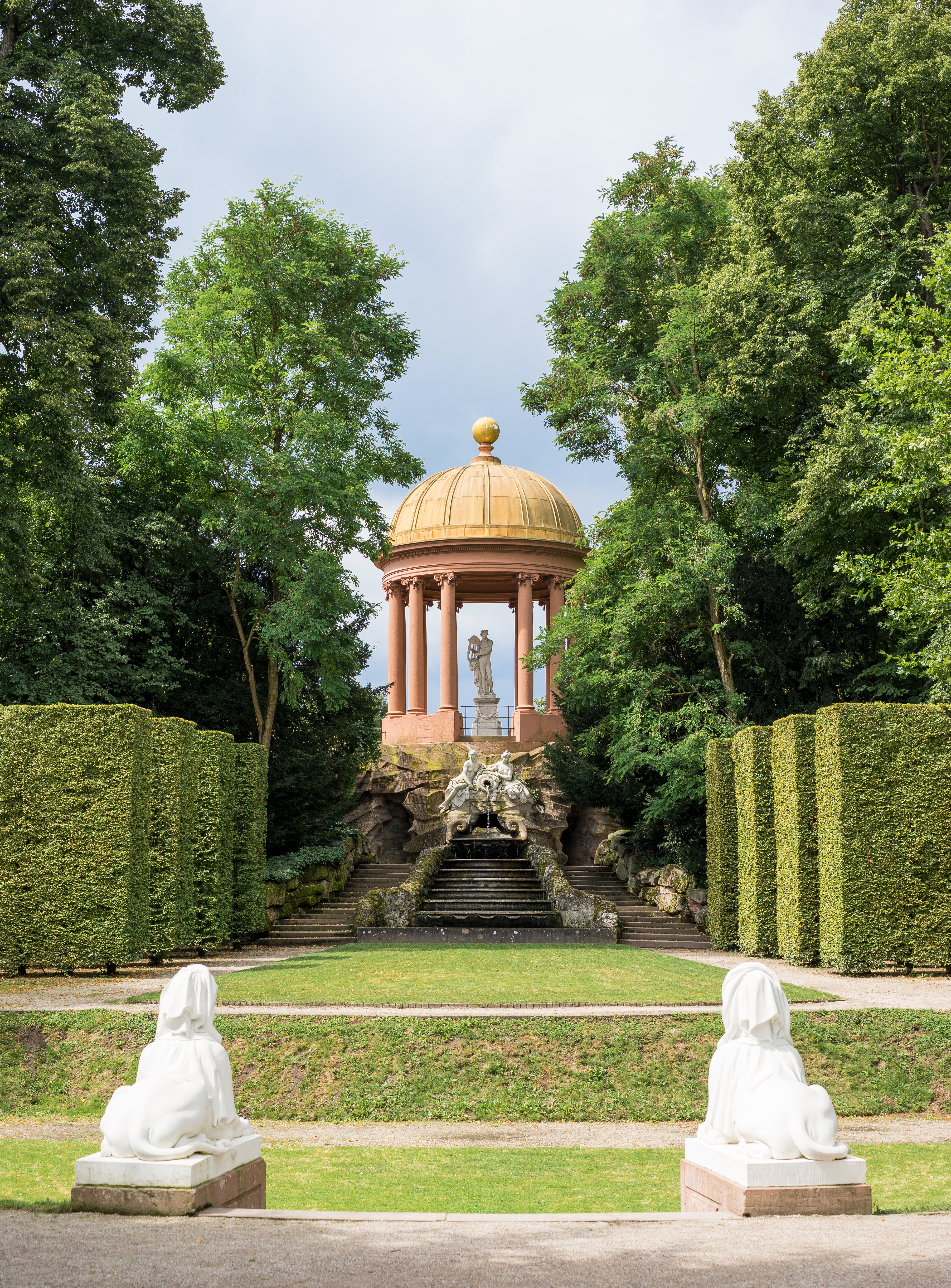
Apollotempel

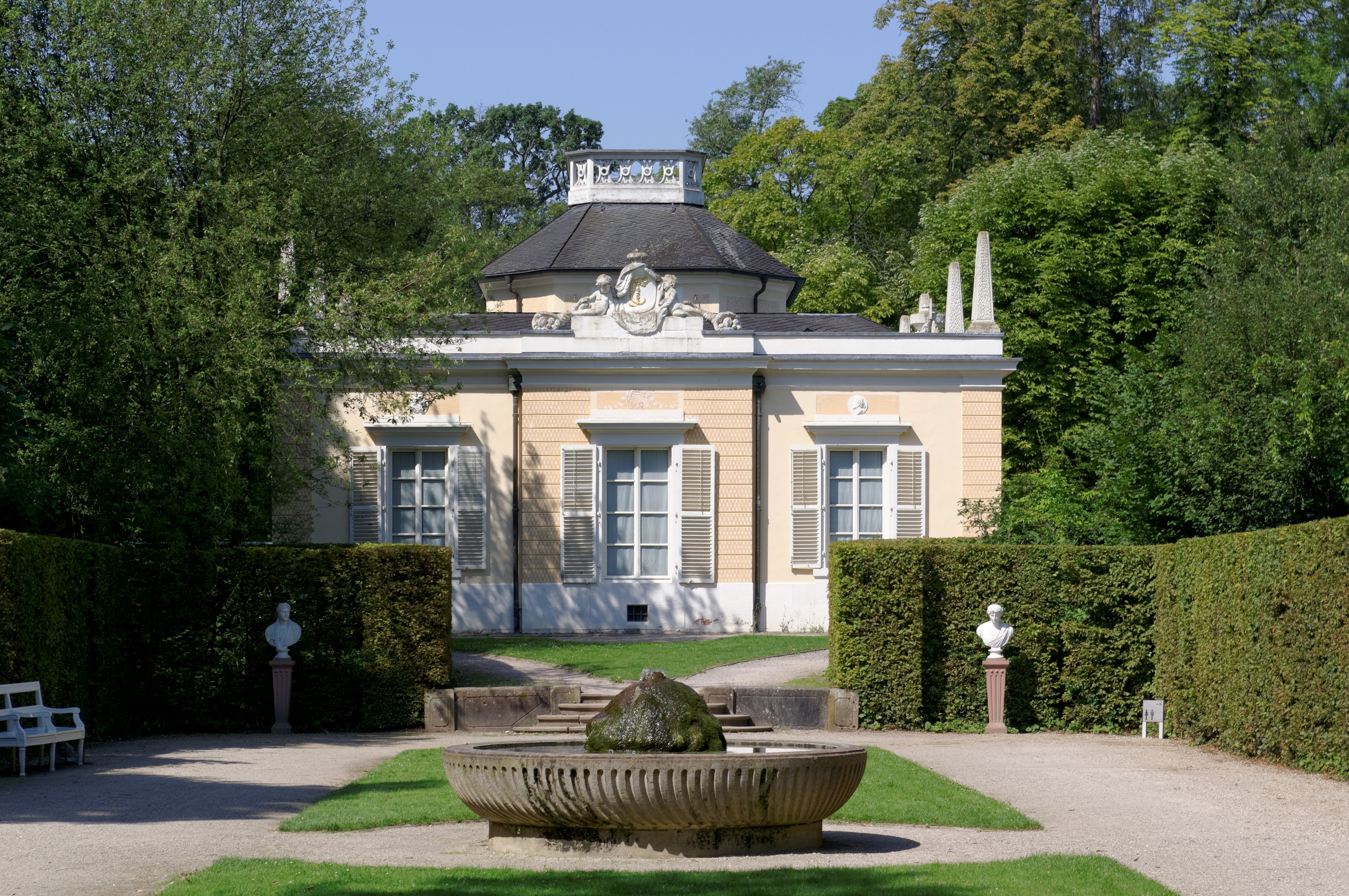
Badhaus

Im nordwestlichen Teil des Landschaftsgartens befinden sich der Apollotempel, das Badhaus, der Orangeriegarten und das Römische Wasserkastell. Anstelle des heutigen Apollotempels, der nordwestlich des Kreisparterres errichtet wurde, war 1762 ein Belvedere geplant. Nach dem Entwurf von Nicolas de Pigage entstand ein hoher, terrassierter Unterbau, auf dessen oberster Plattform sich ein Monopteros, ein Rundtempel mit zwölf Säulen ionischer Säulenordnung ohne Cella erhebt. Der Tempel ist dem griechischen Gott Apollo gewidmet. Die Statue des Apollo stammt von dem Bildhauer Anton von Verschaffelt. Sie zeigt den Gott beim linkshändigen Lyra-Spiel, was dem Künstler einigen Hohn eingebracht hat. In einem Briefwechsel zwischen Gleim, Wilhelm Heinse und Johannes von Müller heißt es, er stehe zwar »gar heilig« auf einer Anhöhe, »nur hat der linke Gott darin einen erbärmlichen Hintern«. Der Apollotempel krönt eine nach zwei Seiten gerichtete Anlage: Vom Eingang an der Westseite steigt der Besucher durch felsige, dunkle und verwirrende Korridore zur lichtumfluteten Plattform mit dem klassischen Monopteros empor. Aus der Sicht der Zuschauer im östlichen Heckentheater krönt der Tempel den Bühnenprospekt. Apoll erscheint als Gott der Künste und Führer der Musen auf dem Berg Helikon, wo der Hufschlag des Pegasus die Quelle Hippokrene, deren Wasser durch die Najaden über die Kaskade an die Menschen weitergegeben wird.
Nördlich davon befindet sich das Badhaus. Das von Pigage errichtete Badhaus ist ein kleines Lusthaus nach Art einer italienischen Villa. Während unter Karl Theodor der übrige Schlossgarten öffentlich zugänglich war, durfte der Badehaus-Bereich, zu dem ein eigener Garten gehört, nur auf Einladung oder mit Genehmigung des Kurfürsten betreten werden. Hier konnte Karl Theodor wie ein Privatmann leben und sich seinen musischen Neigungen hingeben. Vom Apollo-Bezirk her wird das Badhaus durch eine im Grundriss halbkreisförmige Exedra betreten, eine gleich gebildete liegt an der Rückseite. Durch beide Eingangsbereiche gelangt der Besucher in den Ovalsaal mit der Aurora als Deckengemälde und vier Horen als vergoldeten Plastiken, der das Zentrum des Schlösschens bildet. Vom Ovalsaal gehen nach Westen und nach Osten flurartige Vorzimmer mit fein eingelegtem Parkett aus drei Hölzern ab. Über sie gelangt der Besucher in das Schlafzimmer des Kurfürsten (Südwestseite, mit separater Toilette) und in den Baderaum (Nordwestseite) mit einem vertieften Marmorbecken (etwa 1,2 m tief) mit zwei Sitzbänken in einer elliptischen Nische. Die Wasserleitungen sind als bekrönte Schlangen ausgearbeitet. An der Nordostseite liegt das Chinesische Zimmer mit chinesischen Papiertapeten, an der Südostseite das Schreibzimmer mit Landschaftsgemälden von Ferdinand Kobell. In der beim Badhaus gelegenen Badhausküche befand sich der Kessel zum Erhitzen des Badewassers. Bemerkenswert ist, dass das Badhaus im Verhältnis zum Hauptschloss in der gleichen Position gelegen ist wie sein Vorbild, das Grand Trianon, im Schlosspark von Versailles.
Nördlich des Badhauses befindet sich das Perspektiv. Eine Attraktion des Badhausgartens ist der Brunnen der wasserspeienden Vögel (alle aus Eisenblech gearbeitet). Im mittleren Bassin sitzt in Angriffshaltung mit gespreizten Flügeln ein Uhu, der in seinen Fängen einen von ihm geschlagenen Fasan hält. Oben auf der Einfassung aus Lattenwerk, das die Anlage umgibt, sitzen zwanzig andere Vögel, die den Uhu (mit Wasser) bespucken. Das Thema des Brunnens geht auf eine Fabel von Äsop zurück, die vom Zorn der guten Vögel über den bösen Uhu handelt. Die Schwetzinger Figuren stammen aus dem lothringischen Schloss La Malgrange des polnischen Exkönigs Stanislaus I. Leszczyński. Vier Volieren mit lebenden, zwitschernden Vögeln erhöhen die Illusion. Zu der Anlage zählen zwei weitere kleine Gebäude, die sogenannten Achathäuschen. Zum Badhauskomplex gehört auch das Perspektiv, ein Laubengang, der einen Blick auf das „Ende der Welt“ gestattet. Es wurde von Nicolas de Pigage gestaltet und schließt die Hauptachse des Badhausgartens nach Norden hin ab. Am hinteren Ende der Treillage ist eine Flusslandschaft zu erkennen. Dabei handelt es sich um die Kopie eines Gemäldes von Ferdinand Kobell, die als Fresko auf eine Mauer aufgebracht wurde. Durch geschickt genutzten Lichteinfall erscheint das Bild realistisch. Im Zusammenspiel von dem auf das Bild zuführenden Gang und einem vor der Mauer platzierten Architekturrahmen entsteht eine starke Tiefenwirkung. An den Laubengang schließt sich ein Pavillon mit zwei Seitenräumen an, dessen Hauptraum als zum Bild hin offene Grotte gestaltet ist und mit Tuffstein verkleidet wurde.
Am nordwestlichen Rand des Landschaftsgartens befinden sich der Tempel der Botanik und das Römische Wasserkastell. Der von Pigage entworfene Tempel der Waldbotanik – „Botanicae Silvestris“ – wurde schon 1777 geplant. Die Weiheinschrift nennt das Datum 1778, aber erst 1780 wurde der Bau fertig. Er bildet den Abschluss des „Arboretum Theodoricum“, der Baumsammlung im sogenannten Wiesentälchen. Der aufgesockelte, zylindrische Baukörper weist außen Rauputz nach Art von Eichenrinde auf. Eine Freitreppe, auf deren Wangen Sphingen wachen, führt zur Eingangstür. Innen vermittelt eine runde Öffnung von circa 20 cm Durchmesser in der Fußbodenmitte zu einem dunklen Gewölbe darunter. Das Bildprogramm handelt vom Wachsen, Reifen und Absterben der Natur. Vier große Relieffelder zeigen Symbole der vier Jahreszeiten in Verbindung mit einem antiken Dreifuß. Die Naturrhythmen werden mit der modernen Naturwissenschaft verknüpft: Bildnismedaillons der älteren Autoritäten Theophrastos von Eresos und Plinius stehen solche der modernen Naturforscher Joseph Pitton de Tournefort und Carl von Linné gegenüber. Linnés revolutionäres Buch über die Pflanzensystematik bildete das inzwischen verschwundene Attribut einer Statue der Göttin Ceres in der Mittelapsis. Im Sommer 1779 wurde die am nördlichen Rand des Gartens gelegene künstliche Ruine, das Römische Wasserkastell, nach Entwürfen von Nicolas de Pigage begonnen. Ein Torbau, auf dem noch ein Turmaufsatz erhalten scheint, erinnert an einen römischen Triumphbogen. In seiner mittleren Arkade rauscht ein Wasserfall. Von diesem Torbau greifen nach drei Seiten die Reste eines Aquäduktes aus, wobei der östliche Arm einen Freiplatz hinterfängt, auf dem sich ein Obelisk erhebt. Pigage konnte auf eigene Antikenstudien während seiner Italienreise 1767/68 zurückgreifen. Die Verbindung von Torbogen und Aquädukt begegnet an der römischen Porta Maggiore und am Aquädukt der Acqua Vergine. Das Turmfreigeschoss könnte durch mittelalterliche Wehraufbauten auf römischen Brücken angeregt sein. Die Vorbilder finden sich in Veduten von Piranesi. Die Bezeichnung als Römisches Wasserkastell erscheint erst 1828.

### Südwestliche Gartenbauwerke

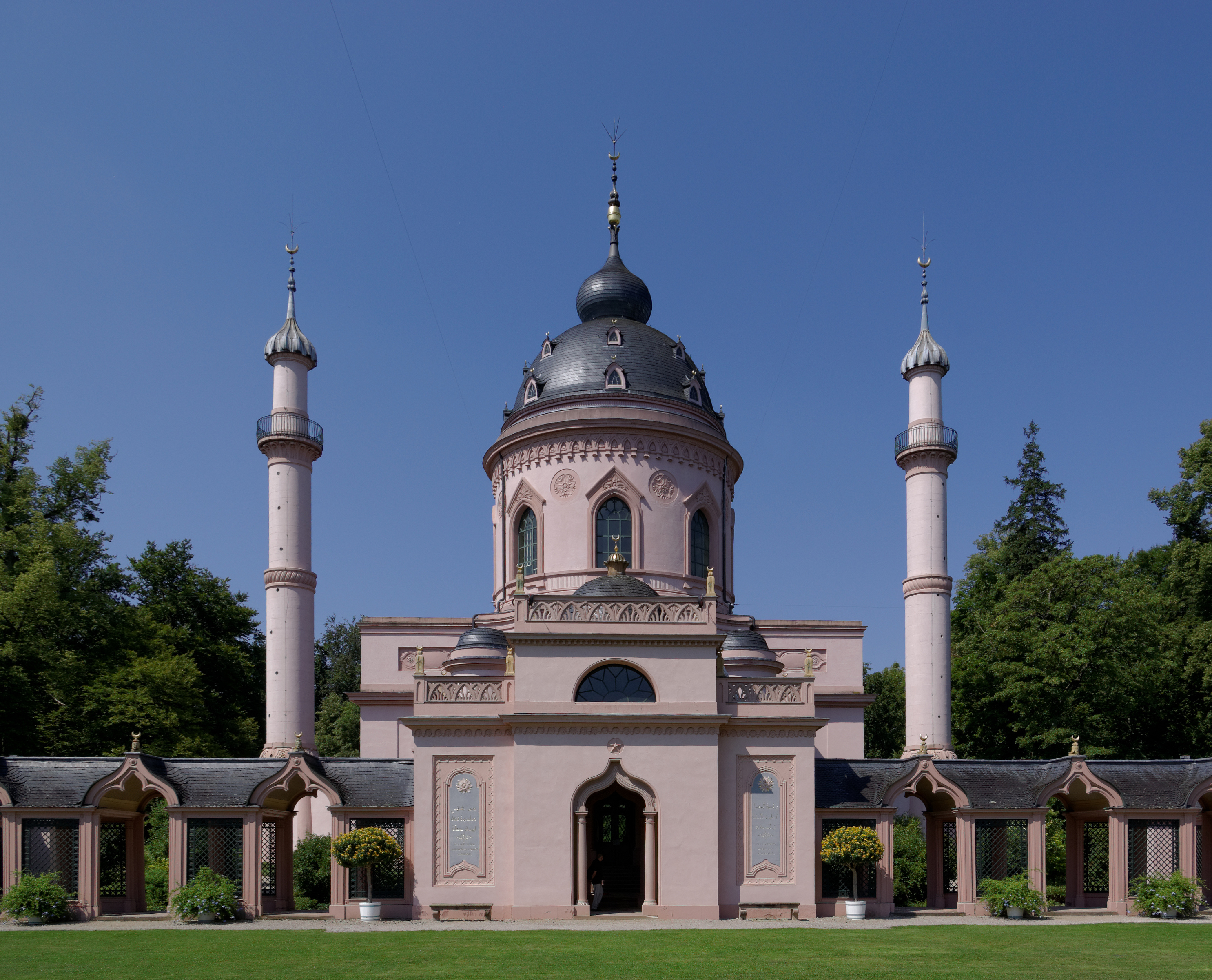
Moschee

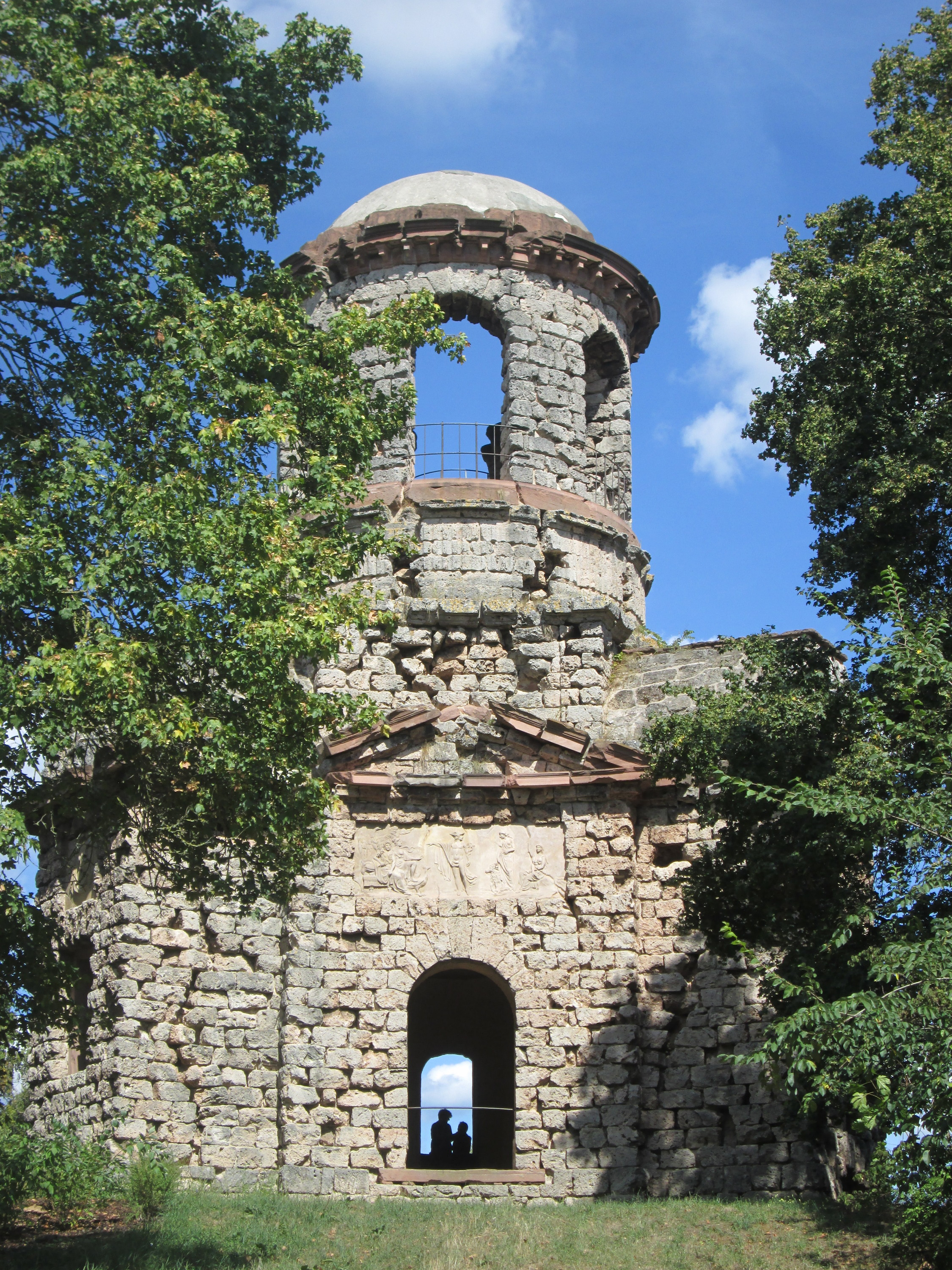
Merkurtempel

Im südwestlichen Teil des Landschaftsgartens befinden sich der Minervatempel, der Obstgarten, die Moschee und der Merkurtempel. Der Minervatempel wurde im Boskett südwestlich des Kreisparterres erbaut. Die römische Göttin Minerva ist mehrfach im Schlossgarten dargestellt. Symmetrisch dazu war als Gegenstück ein Tempel des Cupido geplant, der nicht zur Ausführung kam. Der von Pigage entworfene Tempel war 1769 vollendet. Seine viersäulige Front korinthischer Säulenordnung ist durch ein antik-römisches Vorbild angeregt, den Eingangsbau zur Portikus der Octavia. Einmalig ist die Umkehrung des Verhältnisses von Säulenhalle und Cella: Die Tempelcella wird zu einer gegenüber der Natur geöffneten Raumhülle umgedeutet, innerhalb derer sich die Säulenstellung fortsetzt. Minerva, Göttin der Weisheit, erscheint vor der Rückwand in einem umgearbeiteten Standbild von Gabriel Grupello. Sie ist, auch nach Ausweis des Giebelfeldes, die Göttin der friedlichen Künste und Wissenschaften, insbesondere der Gartenkunst. Die mit Marmorbänken ausgestattete Cella dient Parkbesuchern als Ruheraum, kann aber auch als imaginärer Versammlungsort derjenigen, die Weisheit erlangt haben, verstanden werden. Unterhalb des Tempels befindet sich ein rechteckiger Raum, mit Nischen und runden Fensteröffnungen. Dieser Raum ist von außen zugänglich und zeigt Merkmale eines geheimen Versammlungsortes. Er wird von Pan regiert, wie eine Maske über der Tür anzeigt. Der Minerva-Tempel, der sich über dieser irrationalen Sphäre erhebt, wird so ein aufklärerisches Monument der gestaltenden Vernunft und der menschlichen Zivilisationsleistung.
Der Merkurtempel befindet sich am südwestlichen Rand des Landschaftsgartens. In den „Parties sauvages“, also den landschaftlichen Partien, wurde bereits 1784 ein „Monument“ gegenüber der Moschee geplant. 1787/88 entstand der Ruinenbau Pigages, der erstmals 1791 dem römischen Gott Merkur zugewiesen wird. Sein kellerartiger Unterbau aus großen Sandsteinblöcken erscheint als Rest eines älteren Vorgängers. Der dreigeschossige, turmartige Merkurtempel aus Tuffstein besitzt ein im Grundriss sechseckiges Hauptgeschoss, darüber ein Attikageschoss und eine abschließende Laterne. Auf Merkur verweisen Reliefs aus Stuckmarmor über den Eingängen der drei gleichartigen Fassaden. Die Deutung der Parkruine ist kontrovers: Nach überkommener Lesart steht sie für die Überwindung von Geheimlehren durch die Vernunft. Diese Lesart verweist darauf, dass der Tempel die Form eines römischen Grabmals hat. Durch drei Reliefs, die ausschließlich negative Episoden aus dem Leben des Merkur zeigen, wird dieser mit dem antiken Hermes Trismegistos, einem Symbol für Magie, gleichgesetzt. Der Aberglaube ist also gewissermaßen in seinem eigenen Tempel begraben worden. In diesem Zusammenhang wird auch betont, dass man von der Moschee über einen Weiher auf den Merkurtempel blickt. Wenn man die Moschee als Symbol für die Weisheit versteht, bedeutet dies: Der Weise muss Tod und Aberglaube nicht fürchten. Eine neue freimaurerische Interpretation hingegen sieht verborgene Verweise auf den Salomonischen Tempel und seinen Architekten Hiram Abif. Der Merkurtempel hat die Funktion eines Aussichtspunkts, das Obergeschoss gestattet einen Blick über den See und auf die Moschee.
Im hinteren (südlichen) Bereich, dem Türkischen Garten, steht die Rote Moschee von Pigage, errichtet von 1778 bis 1785. Das Bauwerk hat keine liturgische Funktion, es handelt sich vielmehr um ein Gartenfolly mit ausschließlich ästhetischer Bedeutung. Die Schwetzinger Moschee ist der erste und größte Bau dieser Art in einem deutschen Park. Das Gebäude des späten Barock ist mit zahlreichen orientalischen Elementen versehen. Der Moscheehof wurde gelegentlich für Freilichtaufführungen von Opern genutzt. Die Moschee wurde im 20. Jahrhundert zeitweise von Muslimen genutzt. Vor der Moschee befinden sich der ehemalige fürstliche Obstgarten, dahinter eine Baumschule und die Schlossgärtnerei. Schon beim Betreten des Schlossgartens sieht der Besucher auf den großen See, der den Garten abschließt. An der Stelle des Sees befand sich ursprünglich ein ummauertes Bassin, das auf Vorschlag Zeyhers im Jahr 1823 auf Befehl des Großherzogs Ludwig von Baden erweitert und in einen See mit natürlicher Uferausformung umgewandelt wurde. Zwei Skulpturen (Kopien) von Verschaffelt ruhen auf der dem Schloss zugewandten Längsseite beidseitig der Blickachse: die Flussgötter Rhein und Donau. Die Originale sind in der Orangerie zu besichtigen. Der See und alle weiteren Gewässer werden seit Pigage von zwei Wasserwerken gefüllt, die den Leimbach als Antrieb für die Mühlräder der Pumpen nutzten. Dieser umschloss bereits die ursprüngliche Burganlage und fließt vom Kraichgau kommend in Richtung Rhein. Für die Fontänen wurde sauberes Grundwasser verwendet. Diese Pumpen befanden sich im nördlichen Schlossflügel (oberes Wasserwerk mit Hochbehälter im heutigen Finanzamt). Ein zweites Pumpwerk mit Hochbehälter, das einen gleichbleibenden Druck sicherstellte, war am Parkende hinter dem Aquädukt verborgen (unteres Wasserwerk). Für Karl-Theodor kaufte Pigage 1775 in London einen Gartenphaeton mit Lakai-Antrieb, wozu alle Hauptwege topfeben angelegt und sogar vorzeitliche Grabhügel abgetragen wurden. Damit konnte der Kurfürst im Park herumfahren, ohne dass Pferdeexkremente die Gartenwege verschmutzten. Der Muskelkraftwagen, heute im Schloss Nymphenburg, regte den Heidelberger Studenten Karl Drais vor 1803 zur späteren Erfindung des Ur-Fahrrads an.
Insgesamt zeigt das Gebäudeprogramm im Schlossgarten einen philosophischen und architektonischen Bezug auf die klassische Antike und, im Falle des Moschee-Komplexes, auf den Islam und die orientalische Weisheitslehre. Neuere Forschungen wollen im Schwetzinger Garten ein freimaurerisches Programm erkennen, in dem christliche Vorstellungen eingebunden wären. Gartenbauten, Wegbeziehungen, Tore und Brücken sollten den Park nicht nur in Einzelräume unterteilen, sondern größer wirken lassen. Nach Ansicht von Richard Benz führte das Erlebnis der „künstlichen Ruinen“ im Schwetzinger Schlosspark die Dichter des 18. Jahrhunderts zur Beschäftigung mit den echten Ruinen des Heidelberger Schlosses und damit zur im späten 18. Jahrhundert einsetzenden „Wiederentdeckung“ Heidelbergs. Im Schlossgarten befinden sich mehr als 60 Statuen, Büsten und Brunnen aus dem 18. Jahrhundert. Die meisten Skulpturen sind Kopien, die Originale sind zum Teil im Lapidarium der Orangerie und im südlichen Zirkelbau ausgestellt. Nur ein Teil der Skulpturen wurde eigens für Schwetzingen geschaffen, insbesondere die von Peter Anton von Verschaffelt. Einige Statuen, etwa die von Gabriel Grupello und Paul Egell, stammen aus Mannheim, der Arion-Brunnen stand ursprünglich in Lunéville. Die Anordnung der Statuen und Brunnen erfolgte mit einigen Abweichungen mehr oder weniger symmetrisch, insbesondere im Kreisparterre, am Spiegelbassin und am Großen Weiher.

## Film
- Im Hain des Apoll. Der Schlosspark Schwetzingen. Dokumentarfilm, Deutschland, 2007, 28:20 Min., Buch und Regie: Christopher Paul, Produktion: SWR, Reihe: Schätze des Landes, Inhaltsangabe von ARD.